# Kpapira
Kpapira est une commune rurale située dans le département de Kampti de la province du Poni dans la région Sud-Ouest au Burkina Faso.

## Géographie
Kpapira se trouve à environ 30 km au sud-est de Kampti, le chef-lieu du département, et à 4 km au nord-est de la frontière ivoirienne.

## Santé et éducation
Kpapira accueille un centre de santé et de promotion sociale (CSPS) tandis que le centre médical est à Kampti et que le centre hospitalier régional (CHR) de la province se trouve à Gaoua.